# Middle (singel)
„Middle” – singel francuskiego producenta muzycznego DJ-a Snake’a z gościnnym udziałem brytyjskiego wokalisty Bipolar Sunshine. Został wydany przez Interscope Records 16 października 2015 roku. Utwór notowany był w czołówce list przebojów w Południowej Afryce, Wielkiej Brytanii, Australii oraz w Walonii. Singel zyskał status platynowej płyty w Stanach Zjednoczonych, a w Nowej Zelandii i Australii platyną pokrył się dwukrotnie.

## Teledysk
Teledysk do utworu został opublikowany przez DJ-a Snake'a za pośrednictwem serwisu YouTube 16 marca 2016. Został on wyreżyserowany przez Colina Tilleya. W teledysku wystąpili Josh Hutcherson, znany głównie z roli Peeta w Igrzyskach śmierci i Kiersey Clemons nagradzana za rolę Diggy w filmie Dope.

## Notowania na listach przebojów
| Lista                                        | Najwyższa pozycja |
| -------------------------------------------- | ----------------- |
| Australia (Top 50 Singles)                   | 5                 |
| Austria (Ö3 Austria Top 40)                  | 48                |
| Belgia (Flandria) (Ultratop 50 Singles)      | 29                |
| Belgia (Wallonia) (Ultratop 50 Singles)      | 8                 |
| Kanada (Billboard Canadian Hot 100)          | 20                |
| Niemcy (Top 100 Singles)                     | 49                |
| Francja (Top 200 Singles)                    | 12                |
| Irlandia (Top 50 Singles)                    | 17                |
| Włochy (Top 20 Singles)                      | 44                |
| Holandia (Single Top 100)                    | 41                |
| Nowa Zelandia (Top 40 Singles)               | 13                |
| Południowa Afryka (Charttop 10)              | 4                 |
| Szwecja (Top 60 Singles)                     | 37                |
| Szwajcaria (Singles Top 100)                 | 42                |
| Wielka Brytania (Top 40 Dance Singles)       | 4                 |
| Wielka Brytania (Singles Top 100)            | 10                |
| Stany Zjednoczone (Hot 100)                  | 20                |
| Stany Zjednoczone (Dance/Electronic Songs)   | 2                 |
| Stany Zjednoczone (Pop Songs)                | 13                |
| Stany Zjednoczone (Billboard Rhythmic Songs) | 13                |

## Certyfikaty
| Lista                    | Pozycja            | Sprzedaż  |
| ------------------------ | ------------------ | --------- |
| Australia (ARIA)         | 2× Platynowa płyta | 140 000   |
| Włochy (FIMI)            | Złota płyta        | 25 000    |
| Nowa Zelandia (RMNZ)     | 2× Platynowa płyta | 30 000    |
| Wielka Brytania (BPI)    | Srebrna płyta      | 200 000   |
| Stany Zjednoczone (RIAA) | Platynowa płyta    | 1 000 000 |